# 長崎バス稲佐橋営業所
長崎バス稲佐橋営業所（ながさきバスいなさばしえいぎょうじょ）は、長崎県長崎市光町に存在した、長崎自動車の営業所である。

## 歴史
- 1954年4月14日 飽の浦出張所として事業所が開設される[1]。
- 1956年8月8日 飽の浦営業所として大波止営業所から独立[1]
- 1979年6月1日 飽の浦営業所を神の島営業所に移設し廃止[2]。
- 1982年5月1日 飽の浦営業所跡地に稲佐橋営業所開設[3]。
- 2003年4月7日 田上出張所を統合、茂里町営業所と管轄路線を交換[4][5]。
- 2006年8月31日 営業所を廃止し神の島営業所に統合、路線も神の島営業所に移管[6][7]。

## 概要
飽の浦営業所の跡地に開設された事業所で、稲佐橋のすぐ側に位置する。みらい長崎ココウォークの建設に伴う営業所再編で廃止され、神の島営業所へ統合された。営業所の設備は解体されており、現存しない。その後2015年のダイヤ改正以降、茂木方面行きの発着地として再度使用されている。

## 廃止時の管轄路線
- 稲佐 - 田上方面
- 稲佐橋 - 風頭山線
- 稲佐橋 - 早坂線
- 茂木 - 大田尾線

廃止後はすべて神の島営業所へ統合された。

## 参考資料
- 長崎自動車50周年社史編集委員会『五十年の歩み 長崎自動車』1986年。
- 私鉄総連長崎自動車労働組合『私鉄の赤腕章 長崎自動車労組40年史』1996年3月3日。
- 長崎自動車75年史編集委員会『長崎自動車75年史 NAGASAKI BUS GROUP』2011年12月。
- 長崎自動車 (2003年4月). “平成15年春のダイヤ改正についてのご案内”. 2012年11月1日閲覧。
- 長崎自動車 (2006年8月1日). “営業所再編に関するプレスリリース”. 2012年11月1日閲覧。